# Incydent na lotnisku w Prisztinie
Incydent na lotnisku w Prisztinie (w rosyjskiej publicystyce znany jako rajd na Prisztinę, ros. Марш-бросок на Приштину) – bezkrwawa konfrontacja sił rosyjskich z wojskami NATO na międzynarodowym lotnisku w Prisztinie, która miała miejsce 12 czerwca 1999 roku, w następstwie zakończenia wojny w Kosowie. Wojska rosyjskie zajęły lotnisko przed planowym rozmieszczeniem na nim sił NATO, co doprowadziło do jednodniowego kryzysu, który został rozwiązany pokojowo.

## Tło sytuacyjne
Wojna w Kosowie zakończyła się 11 czerwca 1999 roku, a w kraju miały zostać zainstalowane wspólne siły pokojowe NATO i Rosji. Federacja Rosyjska spodziewała się otrzymać własny sektor niezależny od NATO i wyraziła oburzenie, kiedy jej tego odmówiono. Ze względu na tradycyjne, historyczne i kulturowe poparcie Rosji dla Serbii istniała obawa, że utworzenie oddzielnego sektora rosyjskiego  może doprowadzić do podziału Kosowa na kontrolowaną przez Serbów północ i albańskie południe.
Na początku marca 1999 r. w Skopje w Republice Macedonii Północnej został rozmieszczony Wielonarodowy Korpus Szybkiego Reagowania (ARRC). Jego celem było zapewnienie zjednoczonego dowództwa NATO dla kilku narodowych kontyngentów, w tym batalionu ze Stanów Zjednoczonych, który przebywał w Macedonii Północnej od kilku lat, razem z nowo przybyłymi batalionami brytyjskimi, niemieckimi, francuskimi i włoskimi. Siły te przeszły do historii jako Kosovo Force (KFOR). Dowódcą KFOR został brytyjski generał porucznik Mike Jackson. Jego przełożonym był admirał James O. Ellis, dowódca NATO na Europę Południową z siedzibą w Neapolu. Ellis zgłosił się do gen. Wesleya Clarka, Naczelnego Dowódcy Sił Sojuszniczych w Europie, chociaż w praktyce Clark często omijał Ellisa, aby komunikować się bezpośrednio z Jacksonem.

## Przebieg wydarzeń
Rankiem 11 czerwca 1999 roku na terytorium Jugosławii wkroczyła kolumna około 30 rosyjskich pojazdów opancerzonych przewożących 250 żołnierzy, wchodzących w skład międzynarodowych sił pokojowych w Bośni. O 10:30 zostało to potwierdzone przez Naczelne Dowództwo Sił Sojuszniczych w Europie oraz zdjęcia stacji CNN, które pokazały, że Rosjanie pospiesznie namalowali białymi literami napisy „KFOR” na swoich pojazdach, w miejscu, w którym wcześniej był skrót „SFOR”. Zakładano, że celem kolumny jest dotarcie do lotniska w Prisztinie przed przybyciem wojsk NATO.
Po uzyskaniu wiadomości o sytuacji amerykański Naczelny Dowódca Sił Sojuszniczych w Europie, generał Wesley Clark, zadzwonił do Sekretarza Generalnego NATO Javiera Solany i usłyszał, że ten przekazuje mu pełnię władzy na tym obszarze. Następnie Clark rozkazał  kontyngentowi brytyjskich i francuskich spadochroniarzy przetransportować się helikopterami w celu przejęcia lotniska siłą. Oficerowie sztabowi mieli poważne obawy, że śmigłowce mogą zostać ostrzelane przez siły serbskie i że wejście do Kosowa przed umówionym terminem może spowodować wycofanie się Serbów z porozumienia. Gdyby siły powietrzne wpadły w tarapaty, bardzo trudno byłoby do nich dotrzeć drogą lądową przez górzysty kraj, gdzie mosty i tunele były przygotowane do wyburzenia. Ponieważ operacja ta znajdowałaby się poza nowo podpisanym porozumieniem w sprawie wkroczenia sił NATO do Kosowa następnego dnia, rządy krajowe miały prawo do wycofania własnych sił, a rząd francuski uczynił to. Brytyjscy spadochroniarze czekali przy helikopterach Chinook na nagrzanym polu kukurydzy przez większość popołudnia, po czym otrzymali rozkaz, aby przygotować się na następny dzień do wkroczenia do Kosowa.
12 czerwca o godzinie 5:00 brytyjska 5 Brygada Powietrznodesantowa rozpoczęła lot do Kosowa ze Skopje, aby zabezpieczyć dziesięciomilowy wąwóz Kačanik dla 4 Brygady Pancernej, która miała przejść do Prisztiny. Stamtąd głównym oddziałem rozpoznawczym w wyścigu do Prisztiny dowodził brytyjski kapitan James Blunt. Pierwszymi oddziałami NATO, które wkroczyły do Prisztiny 12 czerwca 1999 roku, były norweskie oddziały Forsvarets Spesialkommando (FSK) oraz żołnierze 22 Pułku SAS. Pierwsze jednak na lotnisko dotarły wojska rosyjskie. Żołnierze FSK jako pierwsi weszli w kontakt z wojskami rosyjskimi na lotnisku i zgłosili rozwój sytuacji generałowi Jacksonowi. Ten poleciał wieczorem helikopterem do Prisztiny, aby zorganizować konferencję prasową, a następnie udał się na spotkanie z generałem Wiktorem Zawarzinem, który dowodził niewielkimi siłami rosyjskimi. Chroniąc się przed ulewnym deszczem na zniszczonym terminalu lotniska, Jackson podzielił się butelką whisky z Zawarzinem, co doprowadziło do ocieplenia kontaktów. Tego wieczoru generał Clark wciąż wydawał się mieć obsesję na punkcie możliwości przylotu większej liczby rosyjskich żołnierzy, mimo że NATO kontrolowało przestrzeń powietrzną. Rosja ustawiła w gotowości kilka baz lotniczych i przygotowała bataliony spadochroniarzy do odlotu w kierunku Prisztiny wojskowym samolotem transportowym Ił-76. Obawiając się, że rosyjskie samoloty zmierzają na lotnisko, Clark planował użyć helikopterów do blokowania pasa startowego i poprosił o wsparcie lotnicze admirała Ellisa. Personel Jacksona skontaktował się z brygadą amerykańską i dowiedział się, że Amerykanie korzystają z prawa do rezygnacji z udziału w operacji. Dwie godziny później zadzwonili z informacją, że operacja znów się rozpoczęła. Jednak złe warunki pogodowe uniemożliwiły wtedy jej realizację.
Następnego ranka, w niedzielę 13 czerwca, Clark przybył do siedziby Jacksona w Skopje. Zwrócono uwagę Clarkowi, że Rosjanie są odizolowani i nie mogą zostać wzmocnieni z powietrza, a rosyjskie wsparcie było istotną częścią zawarcia porozumienia pokojowego; antagonizowanie ich przyniosłoby jedynie efekt przeciwny do zamierzonego. Clark odmówił zaakceptowania tego stanu rzeczy i nadal kazał blokować pas startowy, twierdząc, że ma poparcie Sekretarza Generalnego NATO. Jackson odmówił wykonania rozkazów Clarka, podobno odpowiadając mu: „Nie zamierzam rozpocząć dla ciebie trzeciej wojny światowej”. Kiedy ponownie otrzymał rozkaz zablokowania pasa startowego, Jackson zasugerował, że bardziej odpowiednie do tego byłyby brytyjskie czołgi i samochody pancerne, wiedząc, że prawie na pewno zostanie to zawetowane przez rząd brytyjski. Clark się zgodził.
Jackson był skłonny raczej zrezygnować z udziału w operacji niż wykonywać rozkazy Clarka. Brytyjskie Ministerstwo Obrony upoważniło generała Richarda Dannatta do użycia 4 Brygady Pancernej do odizolowania lotniska, ale nie do blokowania pasów startowych. Rozkazy Clarka nie zostały zatem wykonane, a zamiast tego Stany Zjednoczone wywarły presję polityczną na sąsiednie państwa, aby nie pozwoliły Rosji wykorzystać ich przestrzeni powietrznej do przewożenia posiłków. Rosja została zmuszona do odwołania ich przybycia po tym, jak Bułgaria, Węgry i Rumunia odrzuciły prośby Rosji o wykorzystanie ich przestrzeni powietrznej.
Negocjacje prowadzono przez cały czas trwania impasu, podczas którego Rosja nalegała, aby jej wojska odpowiadały tylko przed rosyjskimi dowódcami i aby zachowała wyłączną strefę dla własnych sił pokojowych. NATO odrzuciło te ustępstwa, przewidując, że doprowadzi to do podziału Kosowa na albańskie południe i serbską północ. Obie strony ostatecznie zgodziły się, że rosyjscy żołnierze sił pokojowych będą działać w całym Kosowie, ale niezależnie od NATO.

## Następstwa
Po zawarciu umowy, 15 października 1999 roku lotnisko w Prisztinie zostało reaktywowane przez 53 Dywizjon Polowy Wsparcia Lotniczego Royal Engeneers jako wojskowa baza lotnicza, a następnie wznowiono z niego międzynarodowy transport lotniczy do kilku miast europejskich. W tym okresie za bezpieczeństwo lotniska odpowiadały rosyjskie siły KFOR wraz z siłami NATO.
Następnie Clark został przedwcześnie usunięty ze stanowiska w NATO przez generała Hugh Sheltona, amerykańskiego Przewodniczącego Kolegium Połączonych Szefów Sztabów.

## Kultura masowa
W 2018 roku powstał rosyjski serial pt. Batalion na temat obrony lotniska w Prisztinie. Fabuła serialu ma jednak niewiele wspólnego z prawdziwym przebiegiem wydarzeń.